# Cantó de Châlons-en-Champagne-1
El cantó de Châlons-en-Champagne-1 és un cantó francès del departament del Marne, situat al districte de Châlons-en-Champagne. Compta amb part del municipi de Châlons-en-Champagne.

## Municipis
- Châlons-en-Champagne (part)

## Història
| Data d'elecció                           | Identitat         | Partit  | Qualitat |
| ---------------------------------------- | ----------------- | ------- | -------- |
| 1937-1940                                | Emile Vanrullen   | SFIO    |          |
| 1945-1964                                | Pierre Songy      | Radical |          |
| 1964-1973                                | Jean Reyssier     | PCF     |          |
| 1973-1982                                | M. Sammut         | PS      |          |
| 1982-2008                                | Jean-Marie Camus  | UDF     |          |
| 2008-                                    | Jean-Louis Devaux | UMP     |          |
| les dades anteriors no són pas conegudes |                   |         |          |
|                                          |                   |         |          |